# Jörg Michael
Jörg Michael (ur. 27 marca 1963 w Dortmundzie) – niemiecki perkusista.
Jego pierwszy zespół w roku 1984 to Avenger (późniejszy Rage) i od tej pory, aż do chwili obecnej jest aktywnym muzykiem. Grał w Saxon, Mekong Delta, Running Wild, Axel Rudi Pell, Grave Digger, a ostatnio fińskim zespole Stratovarius.

## Perkusja
- Perkusja: Jörg używa zestawu Premier Signia: 2 bębny 22x18, Toms 10 ", 12", 14 "i 16" dla pola 14x6 Ludwig, 4 octobans.
- Talerze perkusyjne: Meinl Amona serii (B8): 17 "Power Crash (3 szt.), 18" Power Crash (2 szt.), 20" Power Ride Bell, Amona 18" Chiny. Posiada również splash 8" Meinl Custom i 2 Hi-Hats Meinl Grabie (jeden otwarty i jeden pół-otwartych).
- Lokalizacja: 2 pedały Drum Workshop 5000, podudzia Vic Jörg Michael Fithen Signature. Jeśli chodzi o poprawki wykorzystywane zarówno Remo, Evans (Toms) i Ludwig (ramka).